# Isabell Hiekel
Isabell Hiekel (* 1963 in Altdöbern, DDR) ist eine deutsche Politikerin (Bündnis 90/Die Grünen). Sie war von 2019 bis 2024 Abgeordnete im Landtag Brandenburg.

## Leben und Beruf
Isabell Hiekel studierte von 1993 bis 1998 Landschaftsplanung mit Abschluss als Diplom-Ingenieurin an der Technischen Universität Berlin.
Sie war von 2005 bis 2019 beim Landesamt für Umwelt in Cottbus beschäftigt.
Isabell Hiekel ist verheiratet und hat zwei Kinder.

## Politische Laufbahn
Isabell Hiekel ist seit 1990 Mitglied bei Bündnis 90/Die Grünen.
Bei der Landtagswahl in Brandenburg 2019 kandidierte sie im Landtagswahlkreis Oder-Spree III und wurde über die Landesliste (Platz 9) von Bündnis 90/Die Grünen in den Landtag von Brandenburg gewählt. In ihrer Fraktion fungierte sie als Sprecherin für Angelegenheiten der Sorben/Wenden, Umwelt & Naturschutz, Landwirtschaft, Forstwirtschaft und Fischerei. Bei der Landtagswahl 2024 zogen die Grünen nicht mehr in den Landtag ein; Hiekel schied somit aus dem Landtag aus.